# باتوهان جوزغيك
باتوهان جوزغيك (بالتركية: Batuhan Gözgeç)‏ (مواليد 20 ديسمبر 1990) هو ملاكم تركي، مثّل بلاده في الألعاب الأولمبية الصيفية 2016.

## روابط خارجية
باتوهان جوزغيك على موقع بوكس ريك (الإنجليزية) (registration required)
- باتوهان جوزغيك على موقع أوليمبيديا (الإنجليزية)